# James Fleet
James Fleet (ur. 11 marca 1952 w Bilston) – brytyjski aktor, najszerzej znany ze swoich ról komediowych, zwłaszcza w filmie Cztery wesela i pogrzeb (1994) oraz serialu Pastor na obcasach (1994-2007). 

## Kariera
Jest dzieckiem ze szkocko-angielskiego małżeństwa. Urodził się i spędził pierwsze lata życia w angielskim hrabstwie West Midlands, lecz gdy miał 10 lat stracił ojca i przeprowadził się wraz z matką do jej rodzinnej Szkocji. Początkowo studiował inżynierię na University of Aberdeen, gdzie zaczął występować w amatorskim teatrze studenckim. Postanowił zostać zawodowym aktorem, w związku z czym kontynuował edukację w Royal Scottish Academy of Music and Drama w Glasgow. Wkrótce po studiach dołączył do Royal Shakespeare Company i przez pierwsze kilka lat swojej kariery koncentrował się na teatrze, zwłaszcza szekspirowskim. Pojawił się wtedy m.in. na West Endzie, gdzie regularnie grywa do dzisiaj.
Jego debiutem telewizyjnym była gościnna rola w serialu sensacyjnym The Omega Factor (1979). W kinie po raz pierwszy zagościł w 1986, w filmie sensacyjnym Obrona królestwa. Przełomowym w jego karierze okazał się rok 1994, w którym najpierw wystąpił w niezwykle popularnej komedii filmowej Cztery wesela i pogrzeb, a później trafił do obsady, realizowanego w dużej mierze przez tych samych twórców, serialu Pastor na obcasach, z którym był związany aż do końca jego niezbyt regularnej emisji w 2007 roku. Równocześnie grał w innych filmach i serialach, m.in. w głośnej ekranizacji Rozważnej i romantycznej (1995), w filmowej adaptacji musicalu Upiór w operze czy w popularnych serialach Hotel Babylon i Coronation Street.

## Życie prywatne
Jest żonaty z Jane Fleet, z którą ma jednego syna. Mieszkają w hrabstwie Oxfordshire, gdzie w wolnych chwilach aktor chętnie jeździ na rowerze, niekiedy dojeżdżając na nim aż do Londynu.